# Marruecos en los Juegos Olímpicos de Sarajevo 1984
Marruecos estuvo representado en los Juegos Olímpicos de Sarajevo 1984 por cuatro deportistas masculinos que compitieron en esquí alpino.
El equipo olímpico marroquí no obtuvo ninguna medalla en estos Juegos.